# Guillaume Sachot
Guillaume Sachot (ur. w 1976) – francuski snowboardzista. Nie startował na igrzyskach olimpijskich. Jego najlepszym wynikiem na mistrzostwach świata w snowboardzie było 6. miejsce w snowcrossie na mistrzostwach w Kreischbergu. Najlepsze wyniki w Pucharze Świata w snowboardzie osiągnął w sezonie 2001/2002, kiedy to zajął 15. miejsce w klasyfikacji generalnej.

## Sukcesy

### Mistrzostwa Świata
| Miejsce | Dzień       | Rok  | Miejscowość          | Konkurencja       | Zwycięzca           |
| ------- | ----------- | ---- | -------------------- | ----------------- | ------------------- |
| 7.      | 17 stycznia | 1999 | Berchtesgaden        | Snowboardcross    | Henrik Jansson      |
| 20.     | 24 stycznia | 2001 | Madonna di Campiglio | Gigant równoległy | Nicolas Huet        |
| 19.     | 28 stycznia | 2001 | Madonna di Campiglio | Snowboardcross    | Guillaume Nantermod |
| 6.      | 19 stycznia | 2003 | Kreischberg          | Snowboardcross    | Xavier de le Rue    |

### Puchar Świata

#### Miejsca w klasyfikacji generalnej
- 1998/1999 - 82.
- 1999/2000 - 59.
- 2000/2001 - 26.
- 2001/2002 - 15.
- 2002/2003 - -
- 2003/2004 - -
- 2004/2005 - -
- 2005/2006 - 145.

#### Miejsca na podium
1. Kronplatz – 19 stycznia 2001 (Snowcross) - 2. miejsce
2. Bardonecchia – 18 stycznia 2002 (Snowcross) - 3. miejsce
3. Tandådalen – 23 marca 2002 (Snowcross) - 3. miejsce
4. Bardonecchia – 11 marca 2004 (Snowcross) - 2. miejsce